# Tocaia Grande: a Face Obscura
Tocaia Grande: a Face Obscura é um romance de autoria do escritor brasileiro Jorge Amado, membro da Academia Brasileira de Letras. O livro foi publicado em 1984.
A Rede Manchete de televisão produziu uma adaptação do romance para telenovela , escrita por Duca Rachid, Mário Teixeira e Marcos Lazarini, com direção geral de Walter Avancini. Foi exibida entre 16 de outubro de 1995 e 10 de setembro de 1996. 
Jorge Amado escreve o texto "O menino grapiúna", onde conta reminiscências da época em que viveu na região cacaueira. Daí surgiu a ideia de "Tocaia Grande", que falaria do nascimento e desenvolvimento de uma cidade naquela área. Tocaia Grande, segundo o próprio Jorge Amado, foi escrito de déu em déu, entre São Luís do Maranhão, Estoril, Itapuã e Petrópolis. E quando lhe perguntaram a razão de se demorar tanto na feitura de um romance, esclareceu: “É que desta vez não estou só escrevendo um romance - estou construindo uma cidade”.
Foi um dos livros mais vendidos do Jorge Amado com 1,7 milhões de exemplares vendidos. 

## Sinopse
O romance narra a fundação e o desenvolvimento de uma cidade fictícia, Tocaia Grande (Irisópolis segundo o nome oficial) que começa como um acampamento, pousada de tropeiros até que surge a primeira casa.  Acaba tornando-se povoado e vila, sob o férreo comando do coronel Boaventura e seu fiel capanga, capitão Natário da Fonseca, que, anos antes, fizeram um  verdadeiro massacre humano, quando o local era só mata, fato que deu nome ao lugar.  A história ganha os  personagens mais diversos e fatos com a criatividade do romancista até que a sede do poder do coronelismo a transforma em local de conflitos sérios.  Um dos últimos livros de Jorge Amado, de 1988, Tocaia Grande ressalta com o vigor característico do escritor, o poder do dinheiro e da violência no mando político do interior da Bahia, que pode ser estendido a todo o país.

## Estrutura
O livro está todo dividido em 7 partes, com os seguintes títulos:
1. O lugar;
2. O ponto de pernoite;
3. O arruado;
4. O lugarejo;
5. O povoado;
6. O arraial;
7. A cidadela do pecado, o couto dos bandidos.